# Piddington (Oxfordshire)
Pour les articles homonymes, voir Piddington.
Piddington est une paroisse civile et un village de l'Oxfordshire, en Angleterre.